# توا يوكيناري
توا يوكيناري (行成とあ يوكيناري توا) هي مؤدية أصوات يابانية ولدت في 11 مايو في محافظة ناغاساكي.

## أدوارها في الأنمي

### مسلسلات أنمي تلفزيونية
- ناروتو شيبودن - والدة ناغاتو، أكاني, كارين (الصوت الثاني)
- بوروتو: ناروتو نكست جينيريشنز - كارين
- أحجية الشر - سورامي أزوما
- كونكريت ريفولوتيو: فنتازيا الخوارق THE LAST SONG - ديفيلا
- بيرسيرك (2016) - كاسكا
- الخلايا تعمل! - خلية فاتكة طبيعية
- أوفرلورد II - هيلما سيغنيوس
- غراند بلو - أزوسا هاماوكا

### أنمي الإنترنت
- البدلة المتنقلة جاندام ثندربولت - كلوديا بير

### أفلام أنمي
- سلسلة أفلام بيرسيرك: العصر الذهبي
  - بيرسيرك: العصر الذهبي I بيضة الحاكم - كاسكا
  - بيرسيرك: العصر الذهبي II معركة دولدراي - كاسكا
  - بيرسيرك: العصر الذهبي III النزول - كاسكا

## أدوارها في ألعاب الفيديو
- سلسلة ألعاب بليزبلو
  - بليزبلو كرونو فانتازما - باليت
- برسيرك أند ذا باند أف ذا هوك - كاسكا
- ذا كينغ أوف فايترز XIV - لاف هارت
- سكالغيرلز - سيريبيلا

## أدوارها في الدبلجة اليابانية
- إكس-من: الدرجة الأولى - والدة تشارلز إكسيفيير
- ديدبول - إنجل داست
- جي. آي. جو: الانتقام - جينكس
- المنتقمون: عصر ألترون - واندا ماكسيموف/الساحرة القرمزية
- رانجو - ديلايلا

## وصلات خارجية
- توا يوكيناري على موقع IMDb (الإنجليزية)
- توا يوكيناري على موقع قاعدة بيانات الفيلم (الإنجليزية)
- توا يوكيناري على موقع ANN person (الإنجليزية)